# 486416 Mami
486416 Mami este o planetă minoră (asteroid) din centura de asteroizi. A fost descoperită pe 13 martie 2013 la Observatorul Palomar de . 
Obiectul prezintă o orbită caracterizată de o semiaxă mare de 2,629178481329 UAi, o excentricitate de 0,061056243874838, o înclinație de 9,4382145296428 ° în raport cu ecliptica.